# June Carlson
June Carlson (Los Angeles, 16 aprile 1924 – San Clemente, 9 dicembre 1996) è stata un'attrice statunitense.

## Biografia
June Helen Carlson studiò nella Mar-Ken School di Los Angeles, diplomandosi nel 1941, ma già dal 1936 aveva iniziato una carriera di attrice apparendo nel ruolo di Lucy Jones nei 17 film della popolare serie della Famiglia Jones. Fu anche protagonista di altri due film di successo, come Delinquent Daughters e Mom and Dad.
Il 2 giugno 1945 sposò il produttore Donald McKean (1909–1990) ed ebbe tre figli. Si ritirò dagli schermi nel 1948, dopo aver preso parte al western The Hawk of Powder River, per dedicarsi alla famiglia. Fu successivamente impiegata in un grande magazzino e nel 1996 morì a San Clemente, in California, per un aneurisma.

## Riconoscimenti
- Young Hollywood Hall of Fame (1930's)

## Filmografia parziale
- Every Saturday Night  (1936)
- Educating Father (1936)
- Acqua calda (1937)
- Checkers (1937)

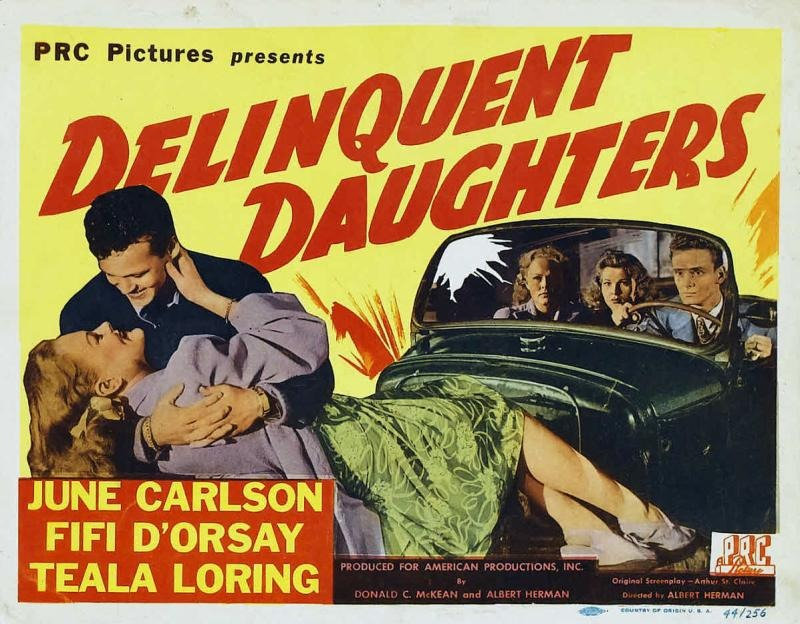
Poster del film Delinquent Daughters

- La famiglia Jones a Hollywood (1939)
- Quick Millions, regia di Malcolm St. Clair (1939)
- Too Busy to Work, regia di Otto Brower (1939)
- La via dell'oro (1940)
- Delinquent Daughters (1944)
- Jeep-Herders (1945)
- Mom and Dad (1945)
- The Hawk of Powder River (1948)